# Wat Chaiyamangkalaram
Wat Chaiyamangkalaram est un temple bouddhiste situé dans la banlieue de Pulau Tikus à George Town, Penang, Malaisie. Le temple, situé près du temple birman Dhammikarama, contient l’une des plus longues statues de bouddha couché du monde, ainsi que plusieurs statues colorées de Devas et d’autres créatures mythiques,. En outre, Wat Chaiyamangkalaram est entouré par une petite communauté ethnique siamoise, servant de point de rencontre pour les fêtes annuelles de Songkran et de Loi Krathong dans George Town,. Le temple participe également à la procession annuelle de la ville pour le jour du Vesak.

## Histoire

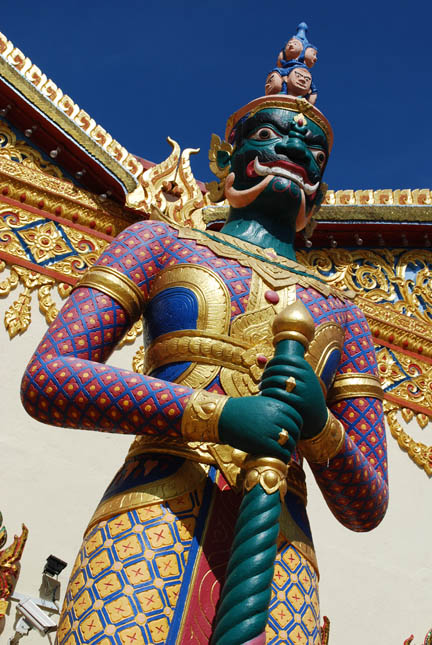
La statue d’un Deva qui gardait le temple

Wat Chaiyamangkalaram a été construit en 1845, sur un lopin de terres accordées à la communauté Siamoise dans Goerge Town par la Reine Victoria. La terre offerte, était un geste diplomatique pour promouvoir les relations commerciales entre l’Empire britannique et les Siamois du royaume Rattanakosin, qui a été présenté par William John Butterworth (gouverneur des établissements du détroit), à quatre femmes fiduciaires siamoises.
Le premier moine à s’installer dans le Wat Chaiyamangkalaram était Phorthan Kuat, un moine theravāda de Siam également connu sous le nom du « Puissant Moine ». Selon la légende urbaine, il était friands de l’asam laksa, à ce jour, le célèbre plat local est toujours offert à son sanctuaire par les dévots.
Une statue de bouddha couché, nommé Phra Chaiya Mongkol, a été créée en 1958, pour une somme de 100 000 $ (ringgit malaisien). Un vihara a également été construit dans les années 1970.
Wat Chaiyamangkalaram a été visité en 1962 par le Roi de Thaïlande Bhumibol Adulyadej, et la Reine Sirikit.

## Description
La statue du bouddha couché, Phra Chaiya Mongkol mesure 33 m (108 pi) de bout à l’autre, faisant d’elle la troisième plus longue statue de Bouddha couchée dans le monde. La statue sert concrètement de columbarium, dans lequel les urnes de crémation sont logées.
On retrouve plusieurs autres petites statues de Bouddha dans diverses poses, aussi nous pouvons également retrouver les Devas dans le temple, en particulier dans la salle principale de prière.